# Servitinnenkloster St. Lucia in Köln

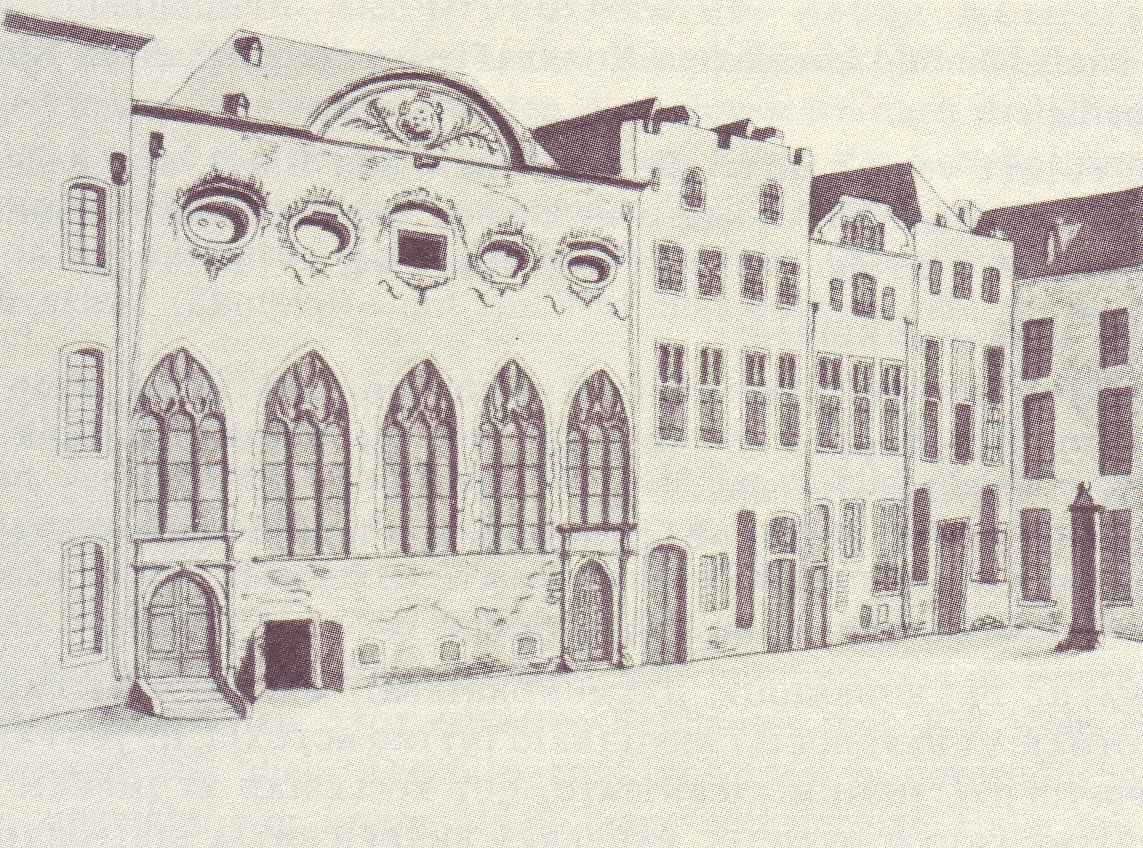
St. Lucia 1844

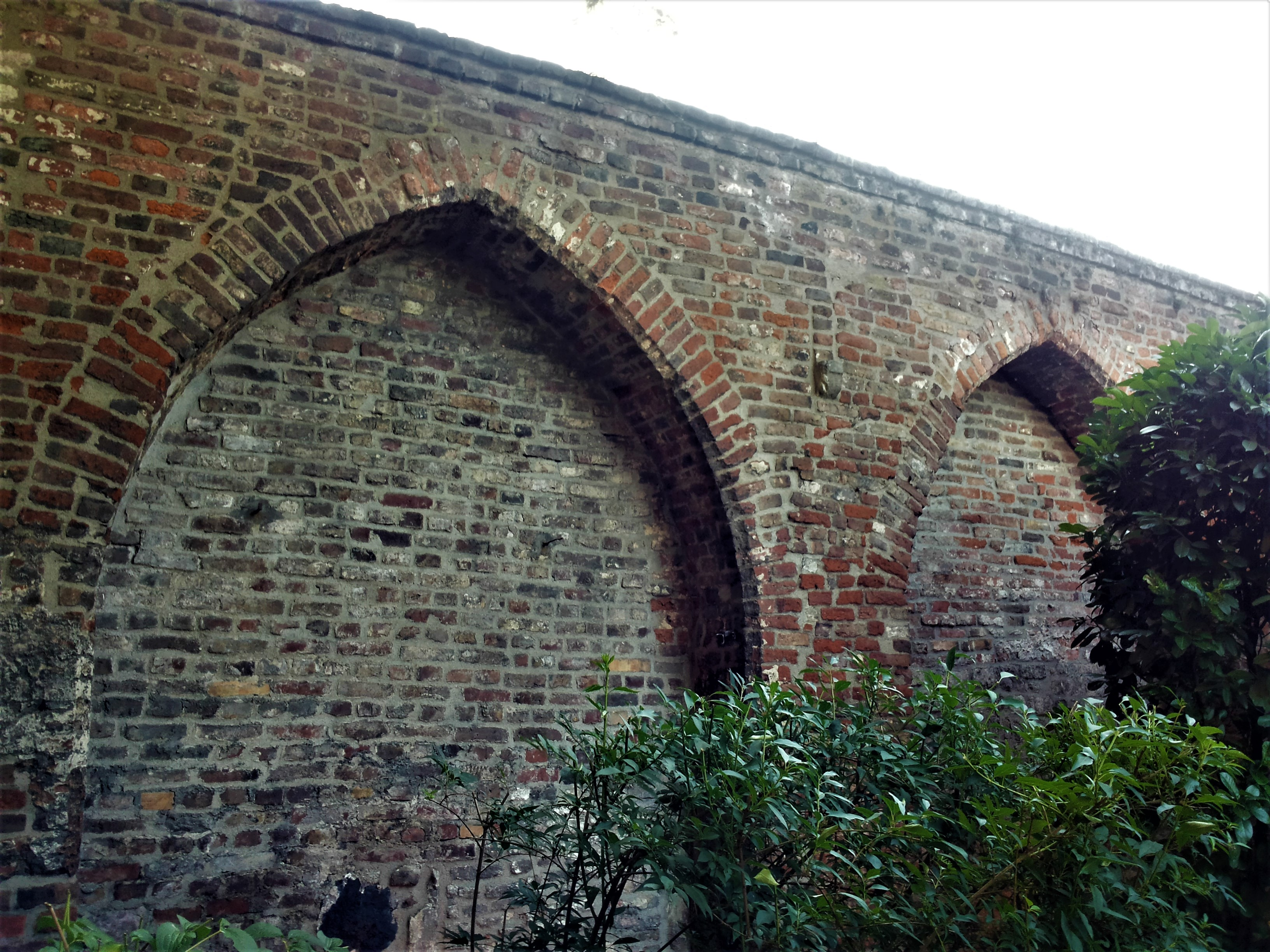
Erhaltener Teil der Klostermauer hinter dem Chor der Trinitatiskirche

St. Lucia war ein Kloster der Servitinnen in der Kölner Rheinvorstadt. Es bestand – möglicherweise bereits seit dem Ende des 13. Jahrhunderts – an wechselnden Standorten, zuletzt von 1639 bis zur Aufhebung infolge der Säkularisation im Jahr 1802 am Filzengraben.

## Geschichte
Wegen der schlechten Quellenlage sind Zeitpunkt und Umstände der Entstehung des Kölner Servitinnenklosters nicht genau bekannt. Ende des 13. Jahrhunderts, von 1272 bis 1274, bestand in Köln ein Haus des männlichen Zweigs des Servitenordens in der Glockengasse; der Orden war in der Mitte des 13. Jahrhunderts in Florenz gegründet worden und gehört zu den Bettelorden (Mendikanten). Möglicherweise kamen zu der Zeit auch Mitglieder des etwas später entstandenen weiblichen Zweigs des Ordens in die Stadt und widmeten sich vor allem der Krankenpflege. Eine erste Niederlassung der Schwestern befand sich wahrscheinlich am Kattenbug nah am Zeughaus. Um 1500 siedelten sie in das Haus des vormaligen Beginenkonvents Monheim in der Marzellenstraße um.
1629 überließen die Servitinnen ihr Haus auf der Marzellenstraße gegenüber der Kirche St. Achatius den Jesuiten im Tausch gegen ein Grundstück Unter Goldschmied 32/34, wo 1632 Baumaßnahmen nachweisbar sind. 1639 jedoch erwarben sie von den Klarissen deren Kloster am Filzengraben, als diese zum Neumarkt (Ecke Schildergasse/Krebsgasse, Konvent zu den heiligen Schutzengeln) übersiedelten.
Im Auftrag des Kölner Erzbischofs, dem die Servitinnen unterstanden, führten im Dezember 1640 Weihbischof Georg Pauli-Stravius und der Kanoniker Laurenz Pellionis vom Mariengradenstift eine Visitation des Klosters durch; sie verpflichteten die Schwestern auf die Augustinusregel und führten am 15. Januar 1641 die Klausur ein. Bei einer erneuten Visitation durch Bischof Pauli-Stravius im Jahr 1649 stellte dieser Verstöße gegen die Klausurregeln und die Schweigepflicht fest. 1665 jedoch wurde ihnen vom Trierer Erzbischof Karl Kaspar von der Leyen die Reform des Servitinnenklosters in Linz am Rhein übertragen, das 1623 als Tochtergründung des Kölner Klosters entstanden war. Daraus kann geschlossen werden, das die Klosterzucht der Kölner Schwestern keinen Anlass zum Tadel mehr gab.
Die von den Klarissen übernommene Kapelle (Ecclesia monialia auff der filzengraven, ‚Nonnenkirche am Filzengraben‘), die der heiligen Lucia gewidmet war, war 1612/13 errichtet worden und wurde 1613 von Weihbischof Theodor Riphan geweiht. Der Saalbau wurde zur Straße hin durch fünf spitzbogige Maßwerkfenster und darüber befindliche Ovalfenster belichtet und maß 18 Meter Länge und acht Meter Breite über einem 3 Meter hohen Unterbau. Die Fassade am Filzengraben wies spätgotische und barocke Gestaltungselemente auf. Das 1631 erbaute Konventsgebäude erstreckte sich mit den Gartenanlagen vom Filzengraben bis zur Großen Witschgasse. Es gruppierte sich um einen Kreuzgang mit Innenhof.
Das Kloster besaß mehrere Häuser und Ländereien in Köln (Glockengasse, Thieboldsgasse, Weyerstraße), in Brühl, Lengsdorf, Meschenich, Pingsdorf und Rheinbreitbach. In der ersten Hälfte des 18. Jahrhunderts wollte das Kloster ein benachbartes Haus erwerben, um dies zur Krankenpflege und andere Zwecke zu nutzen. Es gab bis 1750 anhaltende Auseinandersetzungen darum mit der Stadt Köln, auch wenn die Nutzung 1725 auf Mietbasis erlaubt wurde. Weitere Einkünfte kamen aus Memorialstiftungen, vor allem von Angehörigen der Schwestern und in Form von Geldzuwendungen.
Dem Konvent gehörten im 18. Jahrhundert 13 bis 15 Nonnen und zwei bis drei Laienschwestern an. 1802 erfolgte im Zuge der Säkularisation die Aufhebung des Klosters, zu dem noch 13 Nonnen gehörten,  und 1805 die Schließung der Kapelle. Die Kaufmannswitwe Franziska Hirn erwarb das gesamte Gebäude. In den Klostergebäuden wurde eine Wollfabrik eingerichtet, die Kapelle wurde von Familie Hirn als Privatkapelle weitergenutzt. Das Inventar der Kirche übergab Frau Hirn an die Pfarrei St. Maria in Lyskirchen. Die Familie Hirn versteckte hier bis 1814 heimlich Trappisten aus Darfeld.
1825 kaufte Heinrich Bernhard Strömer die Gebäude für 10000 Taler. Im Jahr 1849 erwarb die Kölner evangelische Gemeinde das Kloster für 28000 Taler und ließ 1857 die St.-Lucia-Kapelle und die Klosterbauten niederlegen. An deren Stelle errichtete sie die evangelische Trinitatiskirche, die 1861 fertiggestellt wurde. Im dortigen Pfarrgarten hat sich ein Teil der alten Klostermauer erhalten.